# Mimulopsis angustata
Mimulopsis angustata är en akantusväxtart som beskrevs av Raymond Benoist. Mimulopsis angustata ingår i släktet Mimulopsis och familjen akantusväxter. Inga underarter finns listade i Catalogue of Life.